# Мансанільйо (Куба)
Мансанільйо (ісп. Manzanillo) - місто і муніципалітет в провінції Гранма, Куба. Є 14-м найбільшим містом країни і найбільшим містом Куби, яке не є адміністративним центром провінції. За даними на 2004 рік населення муніципалітету Мансанільйо становить 130 789 осіб. Площа муніципалітету - 498 км². Населення самого міста за даними на 2012 рік - 98 904 особи.
Мансанільйо розташоване в південно-східній частині країни. Порт на березі затоки Гуаканаябо, поблизу місця впадання в неї річки Кауто. Місто було засноване в 1784 році  та було місцем чотирьох боїв в ході іспано-американської війни.
Промисловість представлена лісопилками, рибоконсервним заводом, підприємствами з виробництва меляси, сигар і виробів зі шкіри . Сільське господарство базується на вирощуванні кави, цукрової тростини, рису, фруктів, тютюну, та на розведенні великої рогатої худоби. В межах муніципалітету є родовища цинку і міді.
Місто обслуговується аеропортом Сьєрра-Маестра.

## Клімат
Місто знаходиться у зоні, котра характеризується кліматом тропічних саван. Найтепліший місяць — серпень із середньою температурою 28.9 °C (84 °F). Найхолодніший місяць — січень, із середньою температурою 24.4 °С (76 °F).
| Клімат Мансанільйо      | Клімат Мансанільйо | Клімат Мансанільйо | Клімат Мансанільйо | Клімат Мансанільйо | Клімат Мансанільйо | Клімат Мансанільйо | Клімат Мансанільйо | Клімат Мансанільйо | Клімат Мансанільйо | Клімат Мансанільйо | Клімат Мансанільйо | Клімат Мансанільйо | Клімат Мансанільйо |
| Показник                | Січ.               | Лют.               | Бер.               | Квіт.              | Трав.              | Черв.              | Лип.               | Серп.              | Вер.               | Жовт.              | Лист.              | Груд.              | Рік                |
| Абсолютний максимум, °C | 32                 | 32                 | 33                 | 35                 | 33                 | 36                 | 35                 | 37                 | 35                 | 33                 | 33                 | 33                 | 37                 |
| Середній максимум, °C   | 28                 | 28                 | 28                 | 30                 | 30                 | 31                 | 31                 | 31                 | 31                 | 30                 | 29                 | 28                 | 30                 |
| Середня температура, °C | 24                 | 25                 | 25                 | 26                 | 27                 | 28                 | 28                 | 28                 | 28                 | 27                 | 26                 | 25                 | 26                 |
| Середній мінімум, °C    | 21                 | 21                 | 21                 | 23                 | 23                 | 24                 | 25                 | 25                 | 25                 | 24                 | 23                 | 22                 | 23                 |
| Абсолютний мінімум, °C  | 11                 | 12                 | 12                 | 16                 | 18                 | 20                 | 21                 | 21                 | 20                 | 20                 | 15                 | 8                  | 8                  |
| Днів з опадами          | 1                  | 2                  | 1                  | 1                  | 3                  | 3                  | 1                  | 2                  | 2                  | 2                  | 2                  | 1                  | 21                 |
| Днів з дощем            | 1                  | 2                  | 1                  | 1                  | 3                  | 3                  | 1                  | 2                  | 2                  | 2                  | 2                  | 1                  | 21                 |
| ----------------------- | ------------------ | ------------------ | ------------------ | ------------------ | ------------------ | ------------------ | ------------------ | ------------------ | ------------------ | ------------------ | ------------------ | ------------------ | ------------------ |
| Джерело: Weatherbase    |                    |                    |                    |                    |                    |                    |                    |                    |                    |                    |                    |                    |                    |

## Релігія
- Центр Баямо-Мансанільйоської діоцезії Католицької церкви.